# مراد خاچایف
مراد خاچایف (ترکی آذربایجانی: Murad Xaçayev؛ زادهٔ ۱۴ آوریل ۱۹۹۸) بازیکن فوتبال است.
وی همچنین در تیم‌های ملی فوتبال زیر ۱۹ سال جمهوری آذربایجان و جمهوری آذربایجان بازی کرده‌است.